# Prosa-Tristan

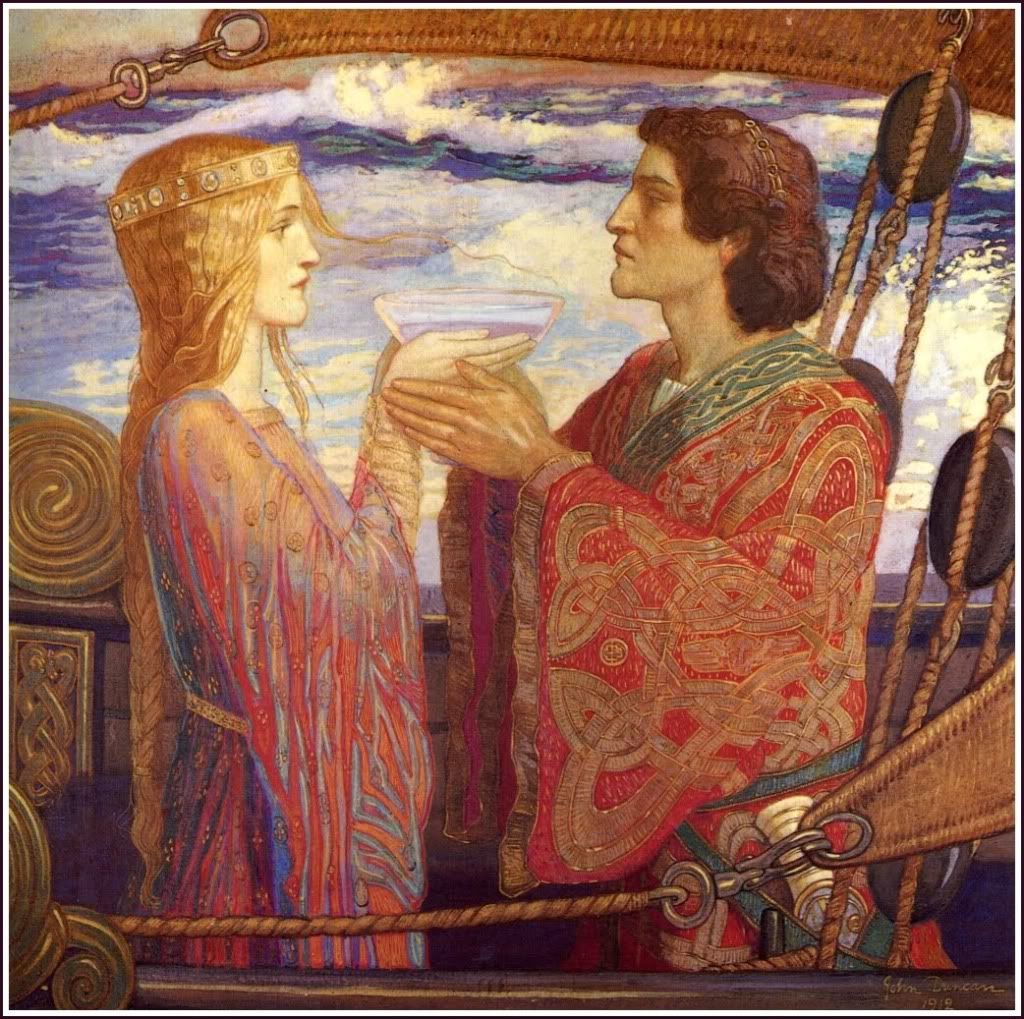
Isolde kredenzt den Zaubertrank Eros und Thanatos unauflöslich vereint.
Beginn einer schicksalhaften Liebe, die unaufhaltsam zum Tode führt.

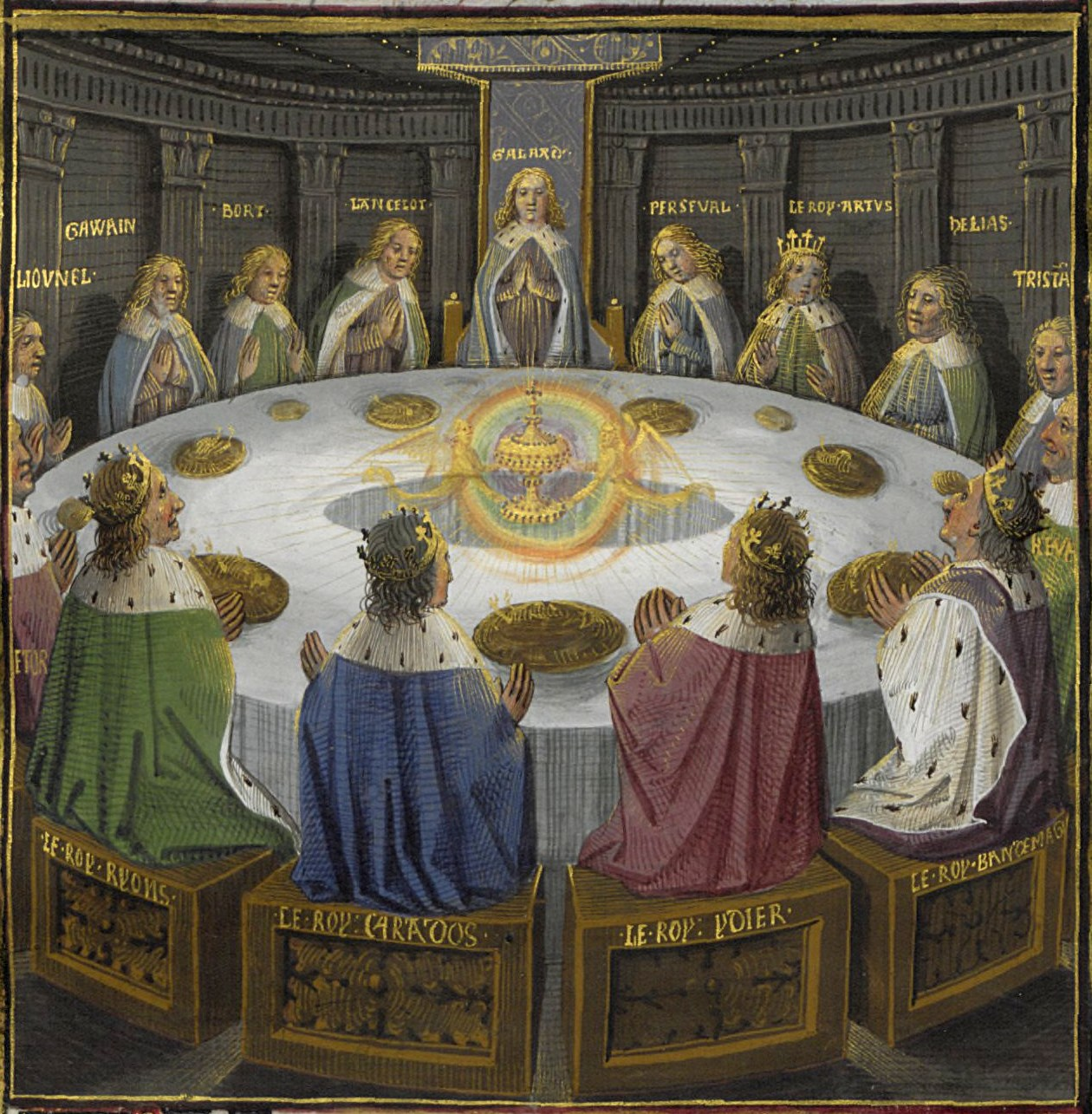
Tristan als Ritter der TafelrundeDer Gral erscheint den ArtusritternMiniatur, Handschrift BnF ms. 116

Prosa-Tristan, französisch «Le Roman de Tristan en Prose», bezeichnet ein überdimensionales altfranzösisches Romanwerk des 13. Jahrhunderts, das in über 80 teils kostbar illuminierten Handschriften mit zahlreichen Varianten und in verschiedenen Versionen überliefert ist.
In dieser Prosaauflösung der Verserzählungen des 12. Jahrhunderts wird „der große europäische Mythos vom Ehebruch“, „Tristan und Isolde“, in einem erweiterten Kontext und auf vielfach verschlungenem Wege völlig neu erzählt. Die Prosautoren bauten den „Tristan-und-Isolde-Stoff“ durch viele Einschübe aus dem märchenhaften keltischen Sagenkreis der «matière de Bretagne» immens aus, und zwar mit Hilfe von Elementen, welche sie dem altfranzösischen Vulgata-Zyklus (Lancelot-Gral-Zyklus) entnahmen.
Hier werden die berühmten ehebrecherischen Paare Tristan-Isolde und Lancelot-Guenièvre in einem Crossover zusammengeführt und rivalisieren um die Lesergunst des spätmittelalterlichen Publikums. Tristan wird in den Rang eines Artusritters erhoben und reiht sich als Verwandter biblischer Gralshüter in die Zahl derer ein, die auf Gralssuche gehen.
Der bekannte Tristan-und-Isolde-Stoff verschmilzt mit dem beliebten Artus-Stoff zu „einem der größten Ritterromane des 13. Jahrhunderts“. Dieses euphorische Urteil fällt der französische Mediävist Philippe Ménard 1987 im Vorwort seiner altfranzösischen Edition des « Roman de Tristan en prose »:

« Un des plus grands romans de chevalerie du XIIIe siècle, le Tristan en prose, est encore, pour l'essentiel, inédit. »

„Einer der größten Ritterromane des 13. Jhd., der Prosa-Tristan, ist im Wesentlichen noch nicht herausgegeben worden.“

1997, mit Erscheinen des neunten Bandes im Genfer Verlag Librairie Droz, fand diese Edition nach Kodex 2542, fol. 469v—500v, der ÖNB in Wien nach mehr als zweitausend Seiten ihren Abschluss.
In den Jahren 1997–2007 unternahm Philippe Ménard einen zweiten Anlauf. Sein Team aus renommierten französischen Romanisten edierte eine andere Version des Romanwerkes nach Handschrift Paris, BnF fr. 757, in fünf Bänden auf ca. 3.000 Seiten, erschienen im Pariser Verlag Honoré Champion.

## «Roman indigeste»
Wegen der ungeheuren Länge und der vielsträngigen Digressionen und Interpolationen sprach der norwegische Romanist Oluf Eilert Lǿseth von einem «roman indigeste», von einem „schwer verdaulichen, ungenießbaren Roman“.
Die Autoren benutzen das literarische Verfahren des «entrelacement», der systematischen Verflechtung durch Unterbrechungen und Aufschub. Kein Abenteuer stellt eine in sich abgeschlossene Einheit dar. Einerseits bilden vorgängige Episoden, die vorübergehend außer Acht geblieben sind, fortlaufende Verzweigungen, andererseits werden nachfolgende Episoden, nahe liegend oder weiter entfernt, vorbereitet. Dem Leser fällt es dabei schwer, den Überblick zu wahren.
Die schicksalhafte Liebesbeziehung, das Hauptmotiv der Verserzählungen des 12. Jhd., rückt im Laufe des Prosaromans zugunsten der Überfülle blutiger Heldentaten, welche die Artusritter zu bestehen haben, immer mehr in den Hintergrund. Den ständig streitenden Helden liegt weniger die Gralssuche am Herzen, also das Bemühen um spirituelle Vervollkommnung, als das Wetteifern um den Ruhmestitel, « li mieudres cevaliers du monde » („der beste Ritter der Welt“).
Dieses rein diesseitige Streben mündet in die Katastrophe, in den Zusammenbruch des imaginären Artus-Reiches von „Logres“.

„Der Prosatristan stellt nicht mehr die letzten Sinnfragen, sondern befriedigt den Stoffhunger des spätmittelalterlichen Publikums. Hemmungslose Phantastik, bunte Abenteuerlichkeit, Freude am vordergründig Stofflichen, breite, episodenhafte Aufschwellung...“

Da die Romanhelden nur der Gewalt frönen, bleiben sie «li cevalier terrien», „die irdischen Ritter“, bis auf Galahad. Der Sohn Lancelots und der Gralsträgerin Elaine von Corbenic, Tochter des Fischerkönigs, erreicht nach langer Suche Vollkommenheit. Er wird zu einem «cevaliers celestiel», zu einem „himmlischen Ritter“. Ihm allein enthüllt sich das letzte Mysterium des Grals, das ihn unvermittelt in die „Andere Welt“ entrückt.
In dieser immensen „réécriture“, Neuschreibung der Tristan-Verserzählungen und der arturischen Prosaromanzyklen, „in der sich gleichsam alle narrativen Register der höfischen Literatur ein multiples Stelldichein geben“, stehen die «aventure» der fahrenden Artus-Ritter der Tafelrunde und die Gralssuche im Vordergrund. Die Rolle der blonden Isolde verblasst im Laufe der Erzählung, der Titel des Romans beschränkt sich auf Tristan.
Helden des Prosaromans sind der zum Artus-Ritter avancierte Protagonist Tristan, Kahedin, sein treuer Gefährte, der Seneschall Keu, König Artus, der treubrüchige König Marke, Mordred, der verräterische Neffe von König Artus, der mörderische Gawain, sein Bruder Agravain, Lamorak, der Bruder Percevals, Lancelot, der rivalisierende Ehebrecher und Vater des makellosen Galahads, welcher letztendlich als Auserwählter das Mysterium des Grals erschauen wird.
Zwei originale Schöpfungen der Autoren des Prosa-Tristans sind der dunkelhäutige Sarazenen-Ritter Palamedes, der hoffnungslos in Isolde verliebt ist, und Dinadan, subversiver Skeptiker und Spötter, ein Anti-Held. Auch wenn Dinadan Tristan als den besten Ritter der Welt, «li mieudres cevaliers du monde», bewundert, kritisiert er in aller Öffentlichkeit die zu blutiger Streit- und Turnierlust verkommenen Ideale des Rittertums und geht sinnlosen Zweikämpfen aus dem Weg. Als Agravain seine Tapferkeit in Frage stellt und ihn fragt, ob er denn noch ein echter Ritter sei, antwortet Dinadan:

« Je sui uns cevaliers errans, fait Dynadans,  ki cascun jour vois querant sens, ne point n’em puis   a mon oes retenir. »

„Ich bin ein fahrender Ritter, erwidert Dinandan, der jeden Tag auf Suche nach dem Sinn der Welt geht, aber ich kann keinen finden, an dem ich mich festhalten könnte.“

Dieses Zitat spiegelt die düstere Grundstimmung des Prosa-Tristans wider. Im Gegensatz zum Vulgata-Zyklus geht der Glaube an eine Heilsmythologie langsam verloren. Der Lauf der Weltgeschichte erscheint blind und ohne Ziel zu sein. Ein höherer Sinn ist nicht mehr zu erkennen. Die Artuswelt geht unaufhaltsam ihrem Untergang entgegen.

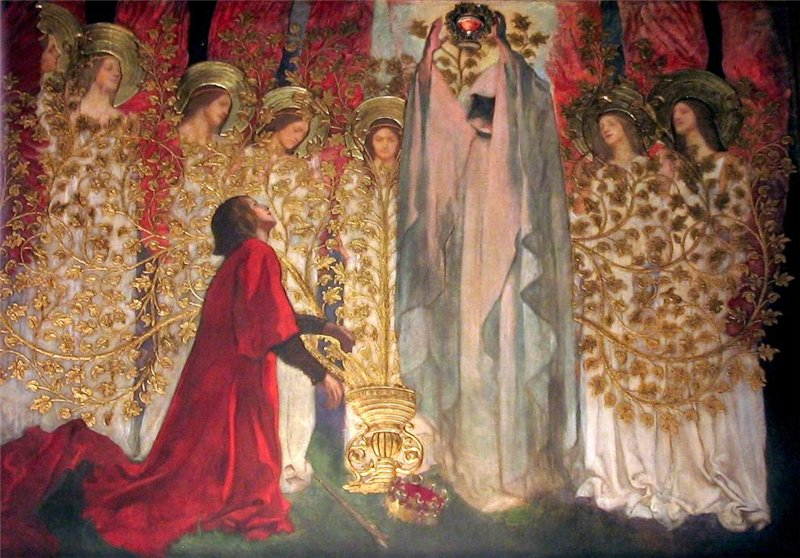
„The Quest and Achievement of the Holy Grail“Galahad, „himmlischer Ritter“,ohne Fehl, erschaut das Mysterium des Grals.Wandmalerei Edwin Austin Abbeys, welche die Boston Public Library ziert.

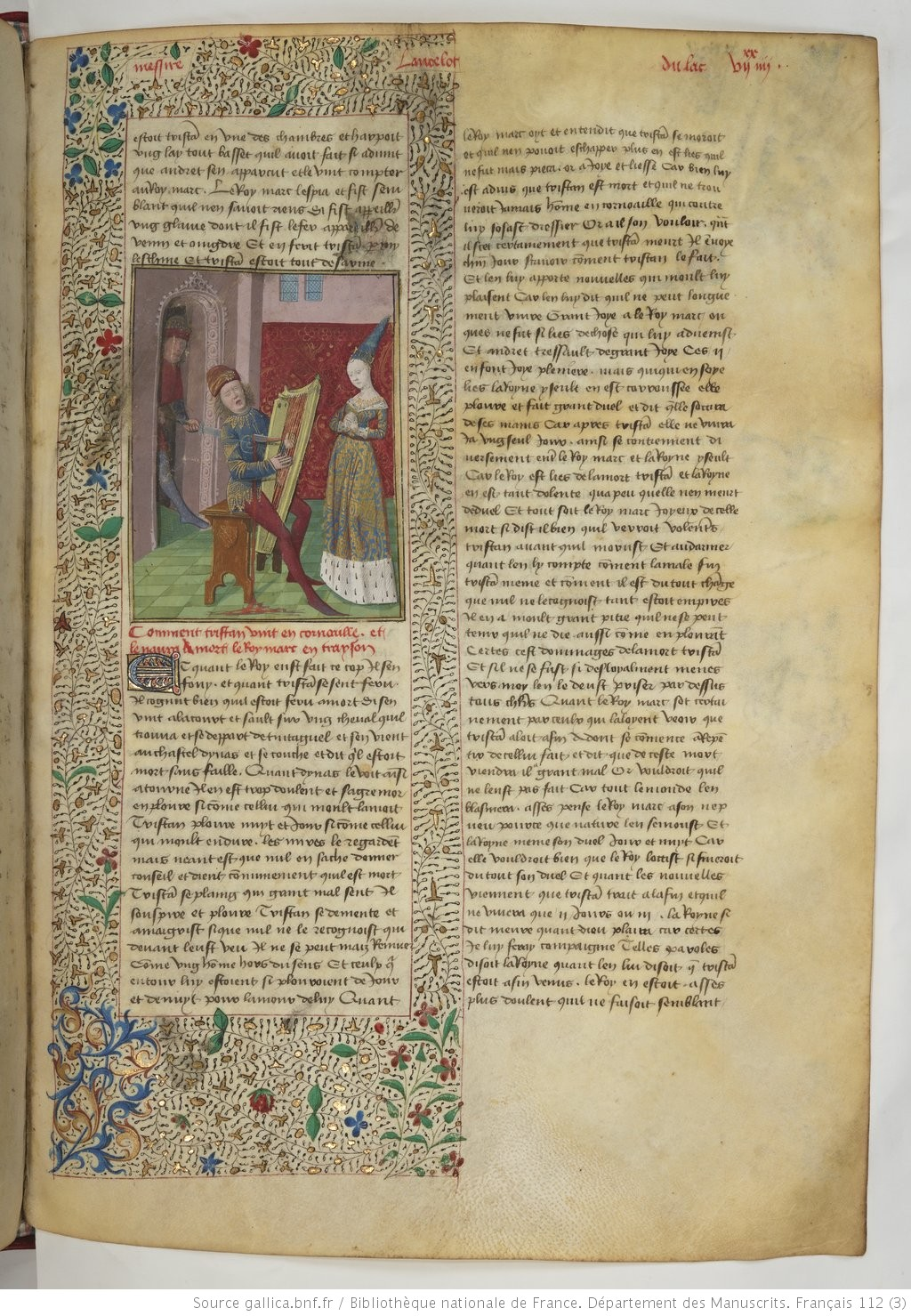
König Marke verletzt den Harfe spielenden Tristan tödlich.
Miniatur aus Handschrift, um 1470, BnF ms. fr. 112, fol. 144r.

Die Rolle des Bösewichts und Verräters («félon») spielt der Ehemann Isoldes, König Marke von Cornwall, welcher die Invasion der Sachsen unterstützt und welcher am Ende König Artus' Reich zerstören wird. Als «un des plus desloial roy du monde», als „einer der treubrüchigsten Könige der Welt“ wird er letztlich nicht in geweihter Erde bestattet.
Das Motiv des Liebestodes hatte der Harfe spielende Dichter Tristan im Lai Chevrefoil der Marie de France in den berühmten Versen 77/78 bereits anklingen lassen:
V 77 ‘Bele amie, si est de nus:

V 78 Ne vus sanz mei, ne mei sanz vus!’
V 77 ‘Schöne Freundin, so ist’s mit uns:

V 78 Weder Ihr ohne mich, noch ich ohne Euch!’
Im Gegensatz zu den Verserzählungen wird der Liebestod im Prosaroman allerdings brutal realistisch geschildert. König Marke will an den beiden wegen des Ehebruchs Rache nehmen:

« Or dist li contes que un jour estoit entrés mesire Tristans es cambres la roïne et harpoit un lai qu'il avoit fait. »

„So erzählt die Geschicht, dass eines Tages Tristan die Kammer der Königin betrat und ihr auf der Harfe ein Lai vorspielte, dass er selbst gedichtet hatte.“

Der eifersüchtige König hört dies und verletzt seinen Neffen tödlich mit einer von der Fee Morgain vergifteten Lanze. Daraufhin tötet der sterbende Tristan mit Brachialgewalt seine Isolde, die ihm zuvor immer versichert hatte, ohne ihn nicht leben zu können. Sie hätte sonst sicherlich den Freitod gewählt. Liebestrunken zieht der sterbende Tristan seine Geliebte so fest an sich, dass « Iseut la bloie », die blonde Isolde, in dieser tödlichen Umarmung erstickt:

Lors estraint la roïne contre son pis de tant de force com il avoit, si qu'il li fist le cuer partir, et il meïsmes mourut en cel point, si que bras a bras et bouce a bouce morurent li doi amant et demourerent en tel maniere embracié.

„Dann drückte er die Königin mit solcher Kraft gegen seine Brust, so dass ihr Herz versagte, und er selbst starb in diesem Moment, so dass die beiden Liebenden Arm in Arm und Mund an Mund verstarben und auf diese Weise umschlungen blieben.“

Bis ins 16. Jahrhundert war der Prosa-Tristan mit seinen immer neuen Ausweitungen sehr beliebt, was die vielen zwischen 1489 und 1586 erschienenen Druckausgaben belegen.
Teile des Prosa-Tristans dienten Sir Thomas Malory im 15. Jahrhundert als Quelle seiner mittelenglischen Prosa-Kompilation des gesamten Artuszyklus, die von seinem Verleger William Caxton ab 1458 unter dem (fehlerhaften) Titel „Le Morte Darthur“ als Inkunabel mit einem Vorwort Caxtons gedruckt wurde.

## Analysen und Texteditionen
„Schon ein erster Blick auf die handschriftliche Überlieferung des Prosatristan und auf die diesbezügliche Forschungsdiskussion zeigt, dass es den ›Prosatristan‹ nicht gibt, sondern eine recht große Zahl verschiedener, sich insbesondere durch ihre ›Interpolationspolitik‹ unterscheidender Versionen...“

1890 versuchte als erster der norwegische Romanist Oluf Eilert Lǿseth Übersicht in die Handschriftenfülle und in das kaum überschaubare Handlungsgeschehen dieses « roman indigeste », dieses unverdaulichen opus monumentale, zu bringen, als er sein 543 Seiten umfassendes Buch « Le Roman de Tristan en prose. Analyse critique » veröffentlichte. Lǿseth unterteilte darin die verschlungenen, vielsträngigen Handlungsfäden in 619 Abschnitte. Diese Strukturierung des Prosa-Tristans in 619 „Paragraphen“ dient seitdem Philologen und Editoren als Referenz, wenn sie einen Passus in das Geschehen des Prosaromans einordnen wollen. Nach dem Studium aller 34 ihm zugänglichen Handschriften unterscheidet Lǿseth zwei Hauptversionen des Romans. Eine kurze V. I. und eine lange zyklische V. II.
1925 gab der französische Romanist Eugène Vinaver eine kritische Bibliographie zum Prosa-Tristan heraus: « Etudes sur le Tristan en prose. Les Sources — Les manuscrits — Bibliographie critique ».
1975 unternahm die französische Mediävistin Emmanuèle Baumgartner mit ihrem Buch « Le Tristan en prose. Essai ď interprétation d'un roman médiéval »  einen weiteren Anlauf, Licht in die ungeheuere Stofffülle mit den zahlreichen Digressionen zu bringen. Emmanuèle Baumgartner sichtete 78 Handschriften und Fragmente, wobei sie wie schon 1890 Lǿseth zwei Hauptversionen, die kürzere V. I. und die lange zyklische V. II. herausarbeitete. Außerdem klassifizierte sie noch eine Version V. III. und eine Version V. IV.
1963—1985 war Renée L. Curtis die erste Philologin, die den Mut hatte, eine historisch-kritische Ausgabe wenigstens des ersten Teils des Riesenwerkes in Angriff zu nehmen. Nach mehrjähriger vorausgegangener gewissenhafter stemmatologischer Analyse von 24 Manuskripten, die sie nach dem Kriterium „gemeinsame Fehler“ in fünf „Textfamilien“, a-e, unterteilte, wählte sie als Basis-Handschrift einen sehr alten Kodex der „Familie a“, die Handschrift „C“, Carpentras, ms. 404. Gemäß paläografischen Expertisen datiert sie „C“ in die Mitte des 13. Jhd. Mit ihrer Edition möchte R. L. Curtis dem allgemein vermuteten, nicht erhaltenen Urtext nahekommen. Mit ihren drei Bänden 1963, 1975 und 1985 deckt sie das Geschehen nach den §§ 1–92 Lǿseths ab.
In den Jahren 1987–1997 setzte der Mediävist Philippe Ménard die Edition des Prosa-Tristans an der Stelle fort, an der Curtis aufgehört hatte. Die Ménard-Edition enthält das Geschehen der §§ 92—571 Lǿseths. Seine Ausgabe umfasst nach zehnjähriger akribischer Editionstätigkeit neun Bände von insgesamt 2000 Seiten. Dieser von Philologen seit langem ersehnten Edition liegt als Leit-Handschrift der Kodex Wien, ÖNB, Cod. 2542, fol. 469v—500v, zugrunde.
In den Jahren 1997–2007 unternahm Philippe Ménard einen zweiten Anlauf. Sein Team renommierter französischer Romanisten edierte die Version „V.I.“ des Romanwerkes nach Handschrift Paris, BnF fr. 757. Die fünf Bände von insgesamt 3.000 Seiten sind im Pariser Verlag Honoré Champion erschienen.
Eine Besonderheit im Prosa-Tristan bilden 26 kurze lyrischen Einschübe, von denen sich 17 selbst als Lais bezeichnen und deren Musiknotation im Wiener Kodex 2542 überliefert ist. Der Romanist Dietmar Rieger glaubt, in einigen dieser lyrischen Einschübe Spuren eines verlorenen „Ur“-Prosa-Tristans zu sehen:

„Diese Lais, meist Liebesmonologe, lagen vermutlich schon im „Archetyp“ des Prosa-Tristans vor.“

Sowohl die britische Romanistin Renée L. Curtis, Herausgeberin des ersten Teils des Prosa-Tristans, als auch Emmanuèle Baumgartner vertreten diese These eines verlorengegangenen „Ur“-Prosa-Tristans, der vor 1240 entstanden sei.